# Olivento
L’Olivento è un fiume che scorre ai confini tra la Capitanata e i territori di Melfi e Lavello, al centro della pianura che ne prende il nome.

## Sorgenti e percorso

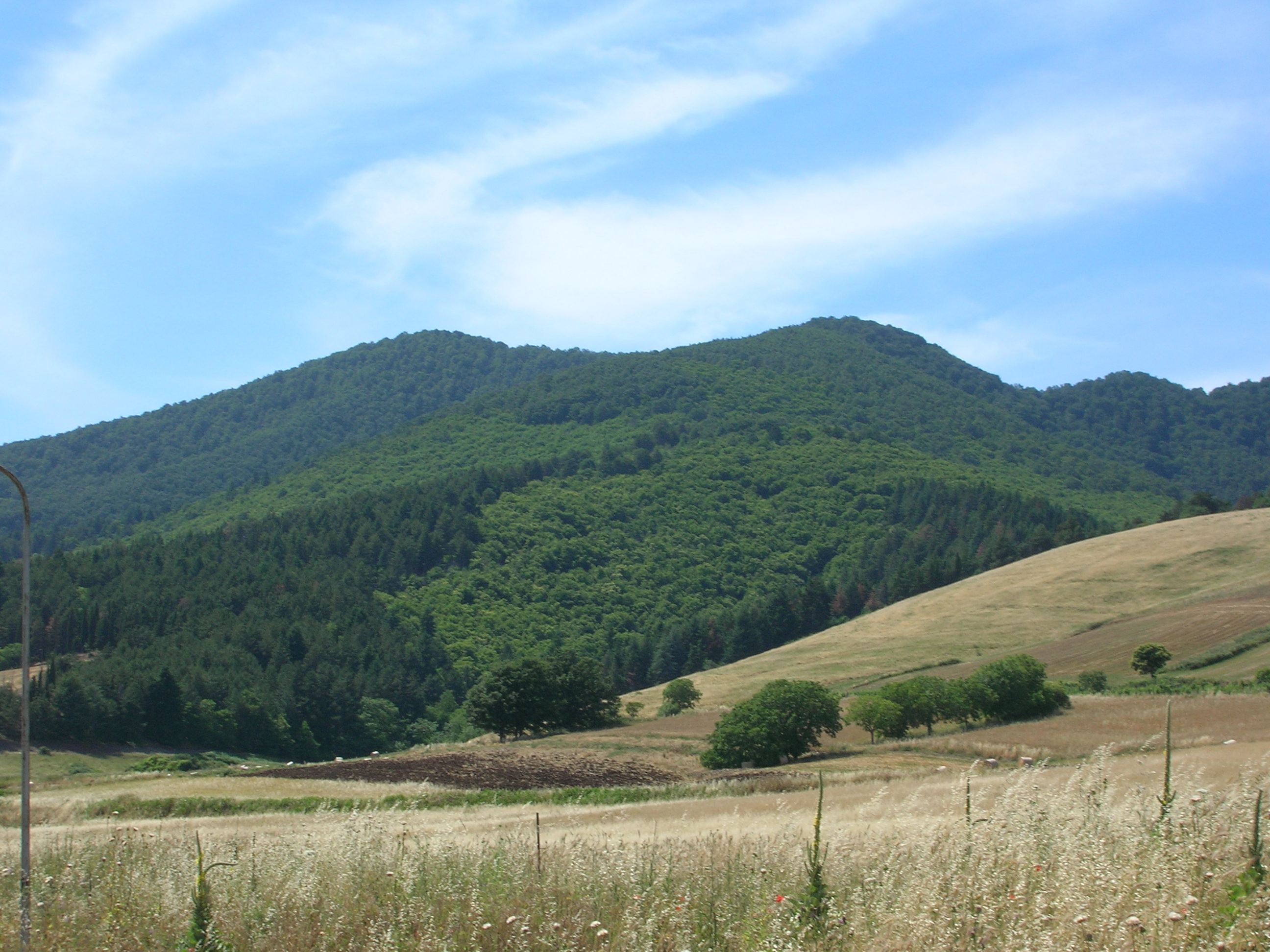
Il Monte Vulture, dove si trova la sorgente del fiume Olivento

È uno dei principali affluenti della riva destra dell'Ofanto, al limite tra la Puglia e la Basilicata. La sorgente si trova sul monte Vulture, da cui scende; attraversa una pianura e, quindi, confluisce nell'Ofanto, di fronte ai piedi del Monte Maggiore.
Il fiume ha carattere marcatamente torrentizio, caratterizzato da piene impetuose durante il periodo delle piogge, in autunno ed in inverno, e letto asciutto con magre notevolissime durante le altre stagioni.
Nel fiume Olivento confluiscono la fiumara Arcidiaconata (lunga 20 km), che scende dal monte Mezzano e la fiumara di Venosa, alimentata dal torrente Vallone.

## Invaso idrico
All'interno del bacino dell'Olivento è presente un invaso idrico, indispensabile per la popolazione e per l'economia della zona, a causa della scarsità d'acqua. Esso è detto Rendina. Il fiume Olivento prende, per questo motivo, anche il nome di Rendina.
La confluenza delle due fiumare avviene all'altitudine di 200 metri sul livello del mare; qui il corso del fiume Olivento è stato sbarrato nel 1957, con la costruzione della diga di Abate Alonia, in terra con nucleo impermeabilizzato, alta 24 metri. Essa genera il lago o invaso del Rendina, un serbatoio artificiale della capacità di 21—22 milioni di metri cubi.
Il serbatoio ha trasformato l'attività agricola nei territori di Lavello e nell'agro di Canosa di Puglia. Tuttavia la capacità di accumulo del serbatoio è andata diminuendo nel tempo, per cui nel 1999 è occorso un intervento di ripristino della funzionalità. I lavori sono terminati nel 2001 ed hanno consentito di recuperare la capacità d'invaso della diga, a beneficio del Consorzio di Bonifica Vulture - Alto Bradano, che gestisce l'opera.
Nel corso del 2002, emersero tuttavia nuovi problemi, con la formazione di nuove crepe. L'ivaso fu nuovamente svuotato e, ad oggi (2017) rimane vuoto ed inutilizzato.
Il SIC/ZPS "Lago del Rendina" (codice IT9210201) è parte del Parco Naturale Regionale del Vulture.
L'alveo del fiume Olivento è stato completamente pavimentato, per evitare l'azione di erosione, tipica dei corsi d'acqua posti a valle degli invasi, ove i sedimenti trasportati si sono depositati e, di conseguenza, la corrente tende a caricarsi nuovamente di sedimenti e li preleva dall'alveo stesso.
La stazione di prelievo, della Regione Basilicata, della rete di monitoraggio delle acque superficiali, si trova nel territorio di Lavello, al ponte della strada per Candela sullo stesso fiume.

## Storia
L'Olivento è famoso soprattutto per la battaglia di Olivento, combattuta nella omonima pianura il 17 marzo 1041, a breve distanza dalle rive del corso d'acqua, dai Bizantini contro gli alleati Normanni e Longobardi. È la prima delle grandi battaglie campali vinte nell'Apulia contro i Bizantini.

## Fauna
Nel 2017, secondo le indagini dell'Arpa Basilicata, vivono nel fiume alborelle, anguille, barbi e cavedani.